# Districtul Gdyel
Gdyel este un district din provincia Oran, Algeria.